# Barbie Girl
"Barbie Girl" é uma canção do grupo dinamarquês de dance-pop Aqua, lançada em abril de 1997 como o terceiro single do primeiro álbum de estúdio do grupo, Aquarium (1997). A música foi escrita por Søren Rasted, Claus Norreen, René Dif e Lene Nystrøm, e foi produzida por Johnny Jam & Delgado, Rasted e Norreen. Foi escrito depois que Søren viu uma exposição sobre a cultura kitsch na Dinamarca que apresentava bonecas Barbies.
A música liderou as paradas em todo o mundo, principalmente em países europeus como o Reino Unido, onde foi um hit número um por quatro semanas. Ele também alcançou o número dois na terra natal do grupo e chegou ao número 7 na Billboard Hot 100 dos EUA, onde continua sendo o single de maior sucesso do Aqua e o único a chegar ao top 10 do Hot 100. A música foi apresentada como o ato de intervalo no Eurovision Song Contest 2001. Também se tornou o assunto do controverso processo Mattel v. MCA Records.

## Composição e recepção
O single, escrito pelos próprios integrantes, foi o lançamento mais famoso do grupo, chegando ao primeiro lugar em mais de quinze países e recebendo certificações por diversas partes do mundo. Composta originalmente por Claus Norreen e Søren Rasted, integrantes da banda Aqua, a canção explora o tema da futilidade, representados na canção pela boneca da Mattel Barbie e seu namorado, Ken, sendo que em sua versão original a canção sofreu um processo da empresa Mattel pelo uso do título da boneca, sendo arquivado e liberado os direitos de uso do título 'Barbie'.

## Vídeoclipe
O videoclipe do single foi lançado na MTV e foi dirigido pelo diretor holandês Peder Pedersen, inspirando-se em desenhos animados. Em setembro de 2022, o vídeo já tinha sido assistido quase 1 bilhão e 100 milhões de vezes no YouTube.

## Desempenho nas tabelas musicais
| Chart (1997)                     | Posição |
| -------------------------------- | ------- |
| Australian ARIA Singles Chart    | 1       |
| Austrian Singles Chart           | 2       |
| Belgica (Flanders) Singles Chart | 1       |
| Belgica (Wallonia) Singles Chart | 1       |
| Canadá Singles Chart             | 7       |
| Holanda Mega Top 100             | 2       |
| Eurochart Hot 100                | 1       |
| Finlandia Singles Chart          | 3       |
| França SNEP Singles Chart        | 1       |
| Alemanha Singles Chart           | 1       |

| Chart (1997)                      | Posição |
| --------------------------------- | ------- |
| Irlanda Singles Chart             | 1       |
| Nova Zelândia RIANZ Singles Chart | 1       |
| Noruega Singles Chart             | 1       |
| Suécia Singles Chart              | 1       |
| Suíça Singles Chart               | 1       |
| Reino Unido Singles Chart         | 1       |
| EUA Billboard Hot 100             | 7       |
| EUA Billboard Hot Dance Club Play | 21      |

## Lista de Faixas
Reino Unido/EUA.
- CD maxi 1

1. "Barbie Girl" (radio edit) — 3:22
2. "Barbie Girl" (extended version) — 5:12
3. "Barbie Girl" (Perky Park club mix) — 6:23
4. "Barbie Girl" (Spikes Anatomically Correct dub) — 7:55

- CD maxi 2

1. "Barbie Girl" (CD-ROM video)
2. "Barbie Girl" (radio edit)
3. "Barbie Girl" (Dirty Rotten Scoundrels 12" G-String mix)
4. "Barbie Girl" (Dirty Rotten Peroxide Radio mix)

- 12" maxi 1

1. "Barbie Girl" (Spike's Anatomically Correct dub) — 8:01
2. "Barbie Girl" (extended version) — 5:17
3. "Barbie Girl" (Spike's Plastic mix) — 8:47
4. "Barbie Girl" (radio edit) — 3:16

 
|
- 12" maxi 2

1. "Barbie Girl" (original extended mix) — 5:14
2. "Barbie Girl" (Dirty Rotten G-String mix) — 8:37
3. "Barbie Girl" (Dirty Rotten Peroxide mix) — 4:10

Europa
- CD single / Cassette

1. "Barbie Girl" (radio edit) — 3:16
2. "Barbie Girl" (extended version) — 5:14

- 12" maxi

1. "Barbie Girl" (Perky Park club mix) — 6:13
2. "Barbie Girl" (Spike's Anatomically Correct dub) — 7:55

Australia e Canada
- CD maxi

1. "Barbie Girl" (radio edit)
2. "Barbie Girl" (Spike's Plastic mix)
3. "Barbie Girl" (Spike's Anatomically Correct dub)
4. "Barbie Girl" (extended version)

## Versão de Kelly Key
"Sou a Barbie Girl" é um single oficial da carreira da cantora pop brasileira Kelly Key, sendo o segundo lançado em seu terceiro álbum em estúdio, o homônimo Kelly Key. Lançada oficialmente em 15 de agosto de 2005. A canção traz os vocais adicionais de Umberto Tavares. Um remix com Kelner e Gudi foi lançado em 2023 em promoção ao lançamento do filme Barbie.

### Composição e desenvolvimento
Composta originalmente por Claus Norreen e Soren Rasted, integrantes da banda Aqua, a canção teve sua versão em português composta por Gustavo Lins e Umberto Tavares e explora o tema da menina delicada e autoritária, representados na canção pela boneca da Mattel Barbie e seu namorado Ken, sendo que em sua versão original a canção sofreu um processo da empresa Mattel pelo uso do título da boneca, sendo arquivado e liberado os diretos de uso do título 'Barbie'. A canção passou para os estúdios onde foi produzida pela DJ Cuca, explorando a sonoridade entre o dance-pop e teen pop.

### Divulgação e Desempenho
A canção teve sua performance de estreia na televisão em 20 de agosto de 2005 no programa de Raul Gil, na época transmitido pela Rede Record. A cantora ainda passou por programas como Caldeirão do Huck, Domingão do Faustão, Programa da Hebe, Sabadaço, Boa Noite Brasil e Tudo é Possível. Sua estréia na rádio ocorreu pela Transamerica, passando posteriormente para outras rádios como Jovem Pan e Mix FM, dentre outras.

### Recepção e Crítica
A canção recebeu críticas negativas. A Folha de S.Paulo classificou a canção como "a desejar sobre os antigos trabalhos". O Jornal Agora declarou que Kelly Key estaria perdendo o público jovem que conquistou para se arriscar em uma carreira direcionada ao público infanto-juvenil incerto. O jornalista Bruno Boo do site Junkebox disse que Kelly Key estaria entrando nas "trevas, fazendo músicas idiotas voltadas ao público infantil, contrastando com seu visual mulherão e, desse jeito, desvalorizando - ainda mais - o pop brasileiro". O jornalista Marcos Paulo Bin, do site Universo Musical disse que, embora a canção tenha cheiro de hit, Kelly teria mais a perder com a nova fase, do que a ganhar.
| “ | Curti muito essa música desde que a ouvi. Fiz questão de gravar, sem me preocupar se ela é para o meu público ou não (...). Não sou de fazer firulas, nem pretendo ser a melhor cantora do Brasil, pois não tenho potencial vocal para isso | ” |

### Videoclipe
Gravado em agosto de 2005, o videoclipe do single foi dirigido por Ricardo Vereza, Bidu Madio, Isaac Rentz e Mauricio Eça, conhecido por trabalhar com artistas como Pitty, Detonautas, Marcelo D2 e por ser recordista brasileiro de videoclipes gravados, totalizando ao todo 100 videoclipes dirigidos. O vídeo, rodado na cidade do Rio de Janeiro, sendo que sua maior parte passa-se em um estúdio branco, onde foram rodados efeitos digitais para formar um cenário em animação atrás de Kelly Key.

## Versão de Samanda

### Informações
"Barbie Girl" é um single oficial da carreira da dupla pop britânica Samanda, formada pelas irmãs gêmeas Amanda  Marchant e Samantha Marchant, sendo ex-participantes do reality show Big Brother, no Reino Unido. Lançado oficialmente em 11 de setembro de 2007 pela Sony BMG, a canção alcançou a posição vinte e seis no UK Singles Chart e quinta no UK Club Dance Play, sendo o primeiro single lançado pela dupla. A primeira apresentação pública na televisão do single foi realizado pela GMTV.

### Videoclipe
Gravado em agosto de 2007, o videoclipe do single foi dirigido por Simon Welley e rodados nos estúdios da Sony BMG do Reino Unido. No vídeo, Amanda e Samantha aparecem em uma luxuosa casa, completamente decorada com moveis, paredes e objetos cor-de-rosa, referenciando o estilo de vida da boneca Barbie.

### Posições
| Paradas (2005)                   | Posições |
| -------------------------------- | -------- |
| Reino Unido — UK Singles Chart   | 26       |
| Reino Unido — UK Club Dance Play | 5        |

## Covers e Outras Versões
- Bandas como MxPx, Simple Plan e Home Grown fizeram covers em suas turnês.
- O comediantes do programa britânico Goodness Gracious Me criaram uma sátira da canção, apresentada em 1999.
- A banda de punk rock Jack Off Jill regravou a canção com o título "Ugly Girl" em 2000.
- Os comediantes do talk show The Dog House criaram sátira GLS para a canção, apresentada no programa em 2000.
- A banda de Melodic metal Electric Chairs regravou a canção em uma versão melancolica em 2001.
- A banda alemã de metal Ome Henk regravou a canção, sob o título de "Neem Een Ander in de Maling (Barbie Girl)" em 2005.
- A dupla feminina alemã Lynne & Tessa gravou uma versão para a canção, lançado o vídeo em maio de 2006.
- O cantor e DJ alemão Rob Mayth lançou uma regravação do single em 2006.
- Os DJs americanos Eddie & Jobo regravaram a canção com o título "I'm a Ken Doll" em 2007
- O grupo feminino brasileiro Kandies regravou a versão em português feita por Kelly Key para seu primeiro álbum, em 2010.
- O cantor brasileiro Lucas Silveira cantou a canção no especial Criança Esperança junto com o grupo Kandies em 2010.